# Lijst van rijksmonumenten in Rhenen (plaats)
De plaats Rhenen telt 41 inschrijvingen in het rijksmonumentenregister. Hieronder een overzicht. 
| Object                                                                                              | Oorspronkelijke functie?  | Bouwjaar                                      | Architect | Locatie                           | Coördinaten?                  | Nr.?   | Afbeelding                              |
| --------------------------------------------------------------------------------------------------- | ------------------------- | --------------------------------------------- | --------- | --------------------------------- | ----------------------------- | ------ | --------------------------------------- |
| Cunerakerk                                                                                          | Kerk en kerkonderdeel     | 14e/15e eeuw                                  |           | Torenstraat tegenover 14          | 51° 57' 25" NB, 5° 33' 52" OL | 32453  | Meer afbeeldingen                       |
| Toren Cunerakerk                                                                                    | Kerk en kerkonderdeel     | 1492-1531                                     |           | Kerkplein tegenover 16            | 51° 57' 25" NB, 5° 33' 51" OL | 32454  | Meer afbeeldingen                       |
| Overblijfselen ommuring der stad                                                                    | Fort, vesting en -onderdl |                                               |           | Koningin Elisabethplantsoen bij 3 | 51° 57' 21" NB, 5° 34' 5" OL  | 32455  | Meer afbeeldingen                       |
| Oude stadhuis                                                                                       | Bestuursgebouw en onderdl | 18e eeuw (voorgevel)                          |           | Markt 20                          | 51° 57' 25" NB, 5° 33' 55" OL | 32456  | Meer afbeeldingen                       |
| De Brakke                                                                                           | Werk-woonhuis             |                                               |           | Molenstraat 25                    | 51° 57' 30" NB, 5° 34' 3" OL  | 32457  | Meer afbeeldingen                       |
| Tabaksboerderij                                                                                     | Werk-woonhuis             |                                               |           | Stokweg 1                         | 51° 58' 0" NB, 5° 32' 45" OL  | 32458  | Meer afbeeldingen                       |
| Schilderachtig gelegen woning op hoge oever van de Rijn gelegen tegenover Tabaksboerderij Stokweg 1 | Woonhuis                  |                                               |           | Utrechtsestraatweg 93             | 51° 57' 58" NB, 5° 32' 47" OL | 32459  | Meer afbeeldingen                       |
| Binnenmolen                                                                                         | Industrie- en poldermolen | 1893                                          |           | Koningin Elisabethplantsoen 3     | 51° 57' 31" NB, 5° 34' 1" OL  | 32465  | Meer afbeeldingen                       |
| Heimenberg                                                                                          | Archeologisch monument    | 9e - 10e eeuw                                 |           |                                   | 51° 57' 9" NB, 5° 36' 11" OL  | 45944  | Meer afbeeldingen                       |
| Cuneraheuvel                                                                                        | Archeologisch monument    | begin 16e eeuw (kapel) vroeg Frankisch (graf) |           |                                   | 51° 57' 23" NB, 5° 34' 15" OL | 45949  | Cuneraheuvel                            |
| Terrein waarin de overblijfselen van het versterkte huis remmerstein                                | Archeologisch monument    | 15e eeuw of vroeger                           |           |                                   | 51° 58' 56" NB, 5° 34' 4" OL  | 45950  | Upload foto                             |
| Prattenburg: hoofdgebouw                                                                            | Kasteel, buitenplaats     | 1887-1890                                     |           | Cuneraweg 420                     | 52° 0' 35" NB, 5° 31' 49" OL  | 506994 | Meer afbeeldingen                       |
| Prattenburg: historische tuin- en parkaanleg                                                        | Tuin, park en plantsoen   | 1600-1700                                     |           | Cuneraweg bij 420                 | 52° 0' 29" NB, 5° 31' 43" OL  | 506996 | Meer afbeeldingen                       |
| Prattenburg: koetshuis Prattenburg                                                                  | Bijgebouwen kastelen enz. | 1887                                          |           | Cuneraweg 422                     | 52° 0' 34" NB, 5° 31' 46" OL  | 506997 | Meer afbeeldingen                       |
| Prattenburg: Cunerahoeve                                                                            | Boerderij                 | 1886-1887                                     |           | Cuneraweg 424                     | 52° 0' 40" NB, 5° 31' 45" OL  | 506998 | Meer afbeeldingen                       |
| Prattenburg: schuur                                                                                 | Boerderij                 | 1850-1900                                     |           | Cuneraweg 424                     | 52° 0' 40" NB, 5° 31' 44" OL  | 506999 | Meer afbeeldingen                       |
| Prattenburg: schuur                                                                                 | Boerderij                 | 1850-1900                                     |           | Cuneraweg 424                     | 52° 0' 41" NB, 5° 31' 44" OL  | 507000 | Meer afbeeldingen                       |
| Prattenburg: tuinmanswoning Prattenburg                                                             | Bijgebouwen kastelen enz. | 1890                                          |           | Cuneraweg 426                     | 52° 0' 37" NB, 5° 31' 38" OL  | 507001 | Meer afbeeldingen                       |
| Prattenburg: kas                                                                                    | Tuin, park en plantsoen   | ca. 1890                                      |           | Cuneraweg 426                     | 52° 0' 38" NB, 5° 31' 39" OL  | 507002 | Meer afbeeldingen                       |
| Prattenburg: koude bak                                                                              | Bijgebouwen kastelen enz. | 1850-1900                                     |           | Cuneraweg 426                     | 52° 0' 37" NB, 5° 31' 39" OL  | 507003 | Meer afbeeldingen                       |
| Prattenburg: tuinschuur                                                                             | Bijgebouwen kastelen enz. | 1850-1900                                     |           | Cuneraweg bij 420                 | 52° 0' 37" NB, 5° 31' 42" OL  | 507004 | Upload foto                             |
| Prattenburg: boerderij                                                                              | Boerderij                 | 1900                                          |           | Cuneraweg 428                     | 52° 0' 38" NB, 5° 31' 37" OL  | 507005 | Meer afbeeldingen                       |
| Prattenburg: zondagsschool                                                                          | Onderwijs en wetenschap   | 1907                                          |           | Cuneraweg bij 420                 | 52° 0' 33" NB, 5° 31' 55" OL  | 507006 | Meer afbeeldingen                       |
| Prattenburg: familiegraf                                                                            | Bijgebouwen kastelen enz. | 1890                                          |           | Cuneraweg bij 420                 | 52° 0' 20" NB, 5° 31' 40" OL  | 507007 | Meer afbeeldingen                       |
| Prattenburg: schuurtje                                                                              | Bijgebouwen kastelen enz. | 1900                                          |           | Cuneraweg bij 420                 | 52° 0' 36" NB, 5° 31' 50" OL  | 507008 | Upload foto                             |
| Prattenburg: toegangshek                                                                            | Erfscheiding              | 1900                                          |           | Cuneraweg bij 420                 | 52° 0' 36" NB, 5° 31' 40" OL  | 507009 | Meer afbeeldingen                       |
| Prattenburg: voetstuk                                                                               | Tuin, park en plantsoen   | 1850-1900                                     |           | Cuneraweg bij 420                 | 52° 0' 35" NB, 5° 31' 47" OL  | 507010 | Meer afbeeldingen                       |
| Prattenburg: gietijzeren tuinvaas                                                                   | Tuin, park en plantsoen   | 1900                                          |           | Cuneraweg bij 420                 | 52° 0' 37" NB, 5° 31' 45" OL  | 507011 | Upload foto                             |
| Prattenburg: tuinvaas                                                                               | Tuin, park en plantsoen   | 1900                                          |           | Cuneraweg bij 420                 | 52° 0' 34" NB, 5° 31' 47" OL  | 507012 | Upload foto                             |
| Prattenburg: twee voetstukken met wapendragende leeuwen                                             | Tuin, park en plantsoen   | 1850                                          |           | Cuneraweg bij 420                 | 52° 0' 34" NB, 5° 31' 43" OL  | 507013 | Upload foto                             |
| IJskelder bij de buitenplaats                                                                       | Tuin, park en plantsoen   | 1850-1900                                     |           | Cuneraweg bij 12                  | 51° 57' 25" NB, 5° 36' 28" OL | 509903 | Upload foto                             |
| Spoorbrug                                                                                           | Brug                      | 1882                                          |           | onderdeel spoorlijn               | 51° 58' 18" NB, 5° 34' 43" OL | 509904 | Upload foto                             |
| Spoorbrug                                                                                           | Brug                      | 1882                                          |           | in spoorlijn                      | 51° 58' 33" NB, 5° 34' 34" OL | 509905 | Spoorbrug                               |
| Spoorbrug                                                                                           | Brug                      | 1882                                          |           | in spoorlijn                      | 51° 58' 40" NB, 5° 34' 30" OL | 509906 | Spoorbrug                               |
| Hoornwerk aan de Grebbe                                                                             | Fort, vesting en -onderdl | 1743-1744                                     |           | Nude                              | 51° 57' 15" NB, 5° 36' 42" OL | 528642 | Meer afbeeldingen                       |
| Kazemat GLZ15 op het Hoornwerk                                                                      | Kazemat                   | 1939-1940                                     |           | Cuneraweg                         | 51° 57' 21" NB, 5° 36' 29" OL | 528643 | Kazemat GLZ15 op het Hoornwerk          |
| Kazemat GLZ12 op het Hoornwerk                                                                      | Kazemat                   | 1939-1940                                     |           | Nude                              | 51° 57' 17" NB, 5° 36' 41" OL | 528644 | Kazemat GLZ12 op het Hoornwerk          |
| Kazemat GLZ11 (type P) op het Hoornwerk                                                             | Kazemat                   | 1936                                          |           | Nude                              | 51° 57' 18" NB, 5° 36' 37" OL | 528645 | Kazemat GLZ11 (type P) op het Hoornwerk |
| Kazemat GLZ17 op de Grebbeberg                                                                      | Kazemat                   | 1939-1940                                     |           | Cuneraweg                         | 51° 57' 30" NB, 5° 36' 15" OL | 528646 | Kazemat GLZ17 op de Grebbeberg          |
| Drie bastions onderaan de Grebbeberg                                                                | Fort, vesting en -onderdl | 1785                                          |           | Cuneralaan                        | 51° 56' 58" NB, 5° 36' 10" OL | 528649 | Drie bastions onderaan de Grebbeberg    |
| Kazemat GLZ04A op het eerste Bastion                                                                | Kazemat                   | 1939-1940                                     |           | Cuneralaan                        | 51° 57' 3" NB, 5° 36' 24" OL  | 528650 | Kazemat GLZ04A op het eerste Bastion    |